# Magyarországi rabbik listája
| Ábécé szerinti tartalomjegyzék                                                                           |
| --- |
| A, Á B C Cs D Dz Dzs E, É F G Gy H I, Í J K L Ly M N Ny O, Ó Ö, Ő P Q R S Sz T Ty U, Ú Ü, Ű V W X Y Z Zs |

Ez a cikk a magyarországi rabbik listáját tartalmazza, azaz azokat a zsidó vallási vezetőket, akiknek a személye valamilyen módon Magyarországhoz, pontosabban az 1920-as trianoni béke előtti tágabb értelemben vett Magyar Királysághoz köthető. A lista tartalmaz Magyarországon született és/vagy itt működő rabbikat egyaránt. Ugyanakkor nem sorolja fel a nem itt született és nem itt elhunyt, életüknek jelentéktelen részét Magyarországon töltő személyeket.

## Bevezetés
A zsidóság Magyarországon a források szerint az Árpád-kor óta jelen van. Ennek ellenére a középkorból, és a korai újkorból viszonylag kevés rabbi neve maradt fenn a források hiányosságai miatt. Az 1600-as évektől kezdve egyre több rabbinév bukkan fel a dokumentumokban, azonban teljes életrajzok rekonstrukciója inkább csak az 1700-as évektől lehetséges, de olykor még XIX. századi rabbik születési dátuma sem ismert.
Mivel a magyarországi zsidóság a héber és a jiddis nyelvet használta az 1800-as évekig, és számos rabbi nem is a Magyar Királyság területéről származott, vallási vezetőik nem feltétlenül tekinthetők magyar rabbiknak, csak magyarországinak. A modern magyar nemzet megszületése idejére (XIX. század közepe) tehető a zsidóság elmagyarosodásának kezdete, ez azonban a zsidó vallás megtartását jelentette a magyar nyelv átvétele mellett. Azonban az híres 1868-as zsidó kongresszus után is jelentős hagyománykövető (ortodox) zsidó élt Magyarországon, akik a holokausztig őrizték különállásukat a neológoktól. (A második világháborút követően kivándorlási okokból is jelentősen lecsökkent a számuk.) Ennek megfelelően a rabbik egy része továbbra is héber/jiddis/német nyelven írta műveit.
Egyes rabbik több hitközségben (akár Magyarországon, majd külföldön) teljesítettek hosszabb-rövidebb szolgálatot életük során, míg mások egy helyen működtek évtizedeken keresztül. Utóbbira jó példa Lőw Immánuel (1854–1944), aki 1878-tól 66 éven át volt Szeged város főrabbija. Egy település sokszor jelentős számú (akár a népesség 10-20%-át is kitevő) zsidó lakosságának vallási elöljárósága komoly tisztséget biztosított az aktuális rabbinak. (A mai Budapest területén az 1873-as első egyesítésig működött rabbiknál Óbuda, Buda, és Pest, 1873-tól az 1950-es második egyesítésig működött rabbiknál Budapest és később hozzácsatolt peremtelepülések [Újpest, Pesterzsébet stb.] külön vannak jelölve.)
Kiemelendő, hogy a hosszú előtanulmányokhoz kötött rabbiság komoly tudományos felkészültséget biztosított képviselőinek, és a rabbik legtöbbje irodalmi munkát is hagyott hátra maga után. A lista fő alapjának tekinthető 1929-es Újvári Péter-féle Magyar zsidó lexikon igen sok magyar és nem magyar nyelvű teológiai és bölcsészettudományi (keleti filozófia, nyelvészet, történelem, irodalomtörténet) könyvet sorol fel az egyes személyek ismertetésekor. Utal ugyanakkor arra is, hogy a műveket nemritkán az adott rabbi életében csak részlegesen, vagy a halála után tudták (sokszor külföldön) kiadatni, de igen sok alkotás kéziratban maradt.
Azonos nevek írása olykor eltér különböző forrásmunkákban. Ez a szócikk elsősorban a Zsidó lexikon által adott formát követi.

## A, Á
| Név                      | Születési év | Halálozási év | Működési hely (hitközség) | Megjegyzés                |
| ------------------------ | ------------ | ------------- | ------------------------- | ------------------------- |
| Ábrahám ben Izsák Russo  |              | 1738          | Gyulafehérvár             | Erdély országos főrabbija |
| Ábrahám ha-Kóhén         |              | 1450 körül    | Buda                      |                           |
| Adler Illés              | 1868         | 1924          | Budapest                  |                           |
| Adler Sándor             | 1846         | 1894          | Paks                      |                           |
| Adler Vilmos             | 1867         | 1944          | Hatvan                    |                           |
| Akiba ha-Kóhén           |              | 1496          | Prága                     |                           |
| Alexandersohn Jonathán   |              | 1869          | Hejőcsaba                 |                           |
| Alkalai Juda ben Salomo  | 1798         | 1878          | Zimony                    |                           |
| Altenkunstadt Jaakov     | 1766         | 1836          | Verbó                     |                           |
| Altmann Fábián           |              | 1944?         | Mezőcsát                  |                           |
| Altmann Juda             | 1859         | 1923          | Mezőcsát                  |                           |
| Altmann Simon            | 1894         | 1944          | Szendrő, Paks             |                           |
| Áron ben Simon Taubelesz |              | 1791 után     | Óbuda                     |                           |
| Ascher Enoch             |              | XIX. sz.      | Kecskemét                 |                           |
| Askenázi Cevi            | 1660         | 1718          | Buda                      |                           |
| Aszód Áron Sámuel        | 1830         | 1905          | Dunaszerdahely            |                           |
| Aszód Júda               | 1796         | 1866          | Dunaszerdahely            |                           |
| Auerbach Naftali         |              | 1737          | Boldogasszony             |                           |
| Austerlitz Mayer         | 1833         | 1913          | Eperjes                   |                           |
| Austerlitz Sámuel        | 1871         | 1939          | Miskolc                   |                           |
| Avigdor Mordechai        |              | 1824          | Ungvár                    |                           |
| Azarael Avi Aazari       |              | XV. sz.       | Eger?                     |                           |

## B
| Név                        | Születési év | Halálozási év | Működési hely (hitközség) | Megjegyzés |
| -------------------------- | ------------ | ------------- | ------------------------- | ---------- |
| Bach József                | 1784         | 1866          | Pest                      |            |
| Bacher Vilmos              | 1850         | 1913          | Budapest                  |            |
| Bak Hirs                   | 1747         | 1842          | Szeged                    |            |
| Bak József Eliézer         | 1800         | 1884          | Szeged                    |            |
| Bak Ignác Vilmos           | 1823         | 1893          | Budapest                  |            |
| Bak Izrael                 | 1840         | 1894          | Budapest                  |            |
| Bánde Zoltán               | 1893         | 1944          | Kispest                   |            |
| Baneth Ezekiel             | 1773         | 1854          | Nyitra                    |            |
| Baneth Jerachmiel Bernhard | 1815         | 1871          | Liptószentmiklós          |            |
| Barach Juda Léb            |              | XIX. sz.      | Topolya                   |            |
| Bárány József              | 1856         | 1916          | Kecskemét                 |            |
| Baum Jakab                 |              | 1941          | Pilisvörösvár             |            |
| Beck Ábrahám               |              | 1851          | Holics                    |            |
| Beck Mór                   |              | 1886 után     | Székesfehérvár, Bukarest  |            |
| Bein Nátán                 | 1825         | 1906          | Lemes                     |            |
| Benedikt Márton            | 1849         | 1944          |                           |            |
| Elijah Benet               | kb. 1810     | 1895          | Nagybocskó, Máramaros     |            |
| Benet Berel                |              | XIX. sz.      | Nagykálló                 |            |
| Benet Jacob                |              | 1832 után     | Buda                      |            |
| Beneth Jechezkel           |              | XIX. sz.      | Nyitra                    |            |
| Benet Jesája               | 1792         | 1864          | Nagykálló                 |            |
| Benet Mordechai            | 1753         | 1829          | Nikolsburg                |            |
| Benet Mordechai            | 1772         | 1850          | Nikolsburg                |            |
| Benoschofsky Imre          | 1903         | 1970          | Budapest                  |            |
| Berend Béla                | 1911         |               |                           |            |
| Berlin Jesája ben Júda     | 1725         | 1799          | Breslau                   |            |
| Bernát Miklós              | 1885         |               | Tapolca                   |            |
| Bernfeld Jónás             | 1831         | 1890          | Debrecen                  |            |
| Bernstein Béla             | 1868         | 1944          | Nyíregyháza               |            |
| Bettelheim Albert          | 1830         | 1899          | Baltimore                 |            |
| Billitzer Izsák            | 1801         | 1887          | Nagyida                   |            |
| Bing Jónás                 | 1800         | 1880          | Pest                      |            |
| Bisztritz Dávid ha-Kóhén   |              | 1862          | Mád                       |            |
| Blau Joel                  |              | XIX. sz.      | London                    |            |
| Blau Lajos                 | 1861         | 1936          | Budapest                  |            |
| Bleier Menáchem            |              | 1900          | Tiszaigar                 |            |
| Blitz Adolf                | 1823?        | 1897          | Bezdán                    |            |
| Blitz Márkus               |              | 1865          | Bezdán                    |            |
| Bloch Jiszáchor            |              | 1795          | Kismarton                 |            |
| Bloch Mózes                | 1815         | 1909          | Budapest                  |            |
| Blücher Ephraim Izráel     | 1813         | 1882          | Budapest                  |            |
| Blum Amram                 | 1834         | 1907          | Berettyóújfalu            |            |
| Blum Béla                  | 1913         |               |                           |            |
| Blumgrund Naftali          | 1872         | 1918          | Abony                     |            |
| Blumgrund Nathan           | 1836         | 1889          | Boleso                    |            |
| Borsodi József             | 1878         | 1943          | Nagyatád                  |            |
| Boskovitz Wolf             | 1740         | 1818          | Pest                      |            |
| Braun Henrik               | 1894         |               | Nagyiklód                 |            |
| Braun Salamon              | 1869         |               | Budapest                  |            |
| Breuer Bernát              | 1859         | 1929 u.       | Tab                       |            |
| Breuer Salamon             | 1849         | 1926          | Frankfurt                 |            |
| Breuer Soma                | 1880         |               | Nagykáta                  |            |
| Breuer Wolf                | 1830         | 1893          | Tab                       |            |
| Briszk Mordecháj           |              | 1944          | Tasnád                    |            |
| Brill Azriel               | 1778         | 1853          | Pest                      |            |
| Brill Sámuel Lőb           | 1814         | 1897          | Pest                      |            |
| Broda Zwi Hirsch           |              | 1821          | Köpcsény                  |            |
| Bródy Ábrahám              |              | 1882          | Ungvár                    |            |
| Bródy Henrik               | 1868         | 1942          | Prága                     |            |
| Büchler Áron               | 1780         | 1820          | Dunaszerdahely            |            |
| Büchler Dávid              | 1815         | 1907          | Pásztó                    |            |
| Büchler Falk Fülöp         | 1793         | 1849          | Szécsény                  |            |
| Büchler Pinkász            | 1840         | 1904          | Mór                       |            |
| Büchler Sándor             | 1869         | 1944          | Keszthely                 |            |
| Büchler Zsigmond           | 1860         | 1941          | Albertirsa                |            |
| Buchner Chaim              |              | 1684          | Lakompak                  |            |
| Buchsbaum Josua            |              | 1944          | Galánta                   |            |

## C
| Név            | Születési év | Halálozási év | Működési hely (hitközség) | Megjegyzés |
| -------------- | ------------ | ------------- | ------------------------- | ---------- |
| Chájesz Gerson |              | 1789          | Nagymarton                |            |
| Chorin Áron    | 1766         | 1844          | Arad                      |            |

## D
| Név                   | Születési év | Halálozási év | Működési hely (hitközség) | Megjegyzés |
| --------------------- | ------------ | ------------- | ------------------------- | ---------- |
| Danzig Samu           | 1878         | 1944          | Máramarossziget           |            |
| Dávid Gyula           | 1848         | 1898          | Pozsony                   |            |
| Dessauer Gábriel      | 1805         | 1878          | Balatonfőkajár            |            |
| Dessauer Gyula        | 1832         | 1883          | Újpest                    |            |
| Dessauer Móric        | 1842         | 1895          | Meinengen                 |            |
| Deutsch Áron Dávid    | 1812         | 1878          | Balassagyarmat            |            |
| Deutsch Dávid         | 1898         | 1944          | Balassagyarmat            |            |
| Deutsch Dávid         | 1756         | 1831          | Vágújhely                 |            |
| Deutsch Gábor         | 1909         | 1944          |                           |            |
| Deutsch Eliezer       | 1850         | 1926          | Hanschowitz               |            |
| Deutsch Ernő          | 1886         |               | Brassó                    |            |
| Deutsch Jakab         | 1778         | 1868          | Vágvecs                   |            |
| Deutsch Jenő          | 1905         | 1944          | Salgótarján               |            |
| Deutsch József Izrael | 1842         | 1927          | Balassagyarmat            |            |
| Deutsch Manó          | 1898         | 1944          | Vámosmikola               |            |
| Deutsch Menáchem      | 1819         | 1904          | Németpalánka              |            |
| Deutsch Menáchem      |              | 1876          | Verbőc                    |            |
| Deutsch Menáchem      |              | 1785          | Köpcsény                  |            |
| Deutsch Mordecháj     |              | 1773          | Galgóc                    |            |
| Deutsch Mózes         | 1844         | 1931          | Salgótarján               |            |
| Deutsch Péter         |              |               | Budapest                  |            |
| Diamant Gyula         | 1868         |               | Vukovár                   |            |
| Diamant Salamon       |              | 1865          | Pécsújfalu                |            |
| Domán István          | 1922         | 2015          | Budapest                  |            |
| Donáth Lipót          | 1845         | 1876          | Güstrow                   |            |
| Drexler Miksa         | 1883         | 1970          | Temesvár                  |            |
| Dukesz Izsák          |              | 1757 után     | Aussen                    |            |
| Dukla Izsák Halévy    |              | 1762          | Pozsony                   |            |
| Duschinsky Dov        | 1838         | 1922          | Námesztó                  |            |
| Duschinsky Hermann    |              | XX. sz.       |                           |            |
| Duschinsky Jakab      |              | XIX. sz.      | London                    |            |
| Duschinsky Mihály     | 1871         | 1939          | Rákospalota               |            |
| Duschinsky Joszéf     | 1866/1868    | 1946          | Galánta                   |            |

## E, É
| Név                       | Születési év | Halálozási év | Működési hely (hitközség) | Megjegyzés        |
| ------------------------- | ------------ | ------------- | ------------------------- | ----------------- |
| Eckfeld Baruch            |              | 1892          | Csúz                      |                   |
| Eckstein Eliezer          | 1838         | 1908          | Budapest                  |                   |
| Edelstein Bertalan        | 1876         | 1934          | Buda                      |                   |
| Efrájim ha-Kóhén          | 1616         | 1678          | Buda                      |                   |
| Eger Akiba                | 1720         | 1758          | Pozsony                   |                   |
| Eger Akiba                | 1761         | 1837          | Friedland                 |                   |
| Eger Salamon              | 1785         | 1852          | Friedland                 |                   |
| Ehrenfeld Jesája          | 1850         | 1902          | Nagysurány                |                   |
| Ehrenfeld Náthán          | 1843         | 1912          | Berlin                    |                   |
| Ehrenfeld Sámuel          | 1835         | 1883          | Nagymarton                |                   |
| Ehrenfeld Saul            | 1839         | 1905          | Szikszó                   |                   |
| Ehrenreich Sámuel         | 1863         |               | Szilágysomlyó             |                   |
| Ehrentreu Heinrich        | 1854         | 1927          | München                   |                   |
| Ehrlich Eduárd            |              | 1856          | Debrecen                  |                   |
| Ehrlich Jakab             | 1790s        | 1871          | Nádas                     |                   |
| Ehrenthal Aron            |              | 1888          | Horitz                    |                   |
| Eibenschütz Mordechai     |              | XVIII. sz.    | Stomfa                    |                   |
| Einhorn Ábrahám Cháim     |              | XIX. sz.      | Majszin                   |                   |
| Eisenberg Akiba           | 1908         | 1983          | Bécs                      |                   |
| Eisenberger Géza          | 1892         | 1944          | Tapolca                   |                   |
| Eisenstadt Méir ben Izsák | 1670         | 1744          | Kismarton                 |                   |
| Eisenstadt Méir           |              | 1684 után     | Stomfa                    |                   |
| Eisenstadt Simon          |              | műk. 1680s    | Kismarton                 |                   |
| Eisenstatt Juda Léb       |              | XIX. sz.      | Szobránc                  |                   |
| Eisenstatt Majer          |              | XVIII. sz.    | Jóka                      |                   |
| Eisenstatt Majer          | 1780         | 1852          | Ungvár                    |                   |
| Eisenstatt Menáchem       |              | XIX. sz.      | Ungvár                    |                   |
| Eisler Mátyás             | 1865         | 1930          | Kolozsvár                 |                   |
| Eleazár                   |              | 1668          | Buda                      |                   |
| Ellenbogen Ignác          | 1888         | 1944          | Sümeg                     |                   |
| Engel Mózes               | 1739         | 1820          | Pilisvörösvár             |                   |
| Engelsmann Izidor         | 1869         | 1944          | Pest                      |                   |
| Enten Manó                | 1886         | 1944          | Kassa                     |                   |
| Epstein Ábrahám Halévi    |              | 1720          | Rohonc                    |                   |
| Eskelesz Iszachar Berus   | 1692         | 1753          |                           | Országos főrabbi. |

## F
| Név                             | Születési év | Halálozási év    | Működési hely (hitközség) | Megjegyzés                |
| ------------------------------- | ------------ | ---------------- | ------------------------- | ------------------------- |
| Farkas József                   | 1866         | 1944             | Budapest                  |                           |
| Fassel Hirsch                   | 1802         | 1883             | Nagykanizsa               |                           |
| Dov Ber ben Feiwel              |              | XVIII. sz.       | Pozsony                   |                           |
| Feldmann Artúr                  | 1884         |                  | Pancsova                  |                           |
| Feldmann József                 | 1858         | 1930             | Cegléd                    |                           |
| Feldmann Mózes                  | 1860         | 1927             | Budapest                  |                           |
| Feldmann Sámuel                 | 1885         |                  | Nagyszentmiklós           |                           |
| Fellner Jóél                    | 1862         | 1926             | Sátoraljaújhely           |                           |
| Fényes Mór                      | 1866         | 1949             | Budapest                  |                           |
| Feuchtwang Méir                 | 1814         | 1888             | Nyitra                    |                           |
| Feuerstein Ábrahám Sámuel       | 1844         | 1891             | Kőbánya                   |                           |
| Fischer Akiba                   | 1818         | 1894             |                           |                           |
| Fischer Cevi                    |              |                  | Dévaványa                 |                           |
| Fischer Baruch Noa              |              | XIX. sz.         | Eperjes                   |                           |
| Fischer Benjámin                |              |                  | Budapest                  |                           |
| Fischer Avram                   |              |                  | Gyönk                     |                           |
| Fischer Dávid                   | 1820         | 1880             | Pöstyén                   |                           |
| Fischer Enoch                   | 1826         | 1896             | Makó                      |                           |
| Fischer Fülöp                   | 1877         | 1940             | Sárospatak                |                           |
| Fischer Gyula                   | 1861         | 1944             | Budapest                  |                           |
| Fischer S. Gyula                | 1892         |                  | Déva                      |                           |
| Fischer Jedidja Gottlieb        | 1810         | 1895             | Székesfehérvár            |                           |
| Fischer Lipót                   | 1884         |                  | Versec                    |                           |
| Fischer Mihály                  |              |                  | Zombor                    |                           |
| Fischer Sándor                  | 1852         |                  | Gyulafehérvár             |                           |
| Fischer Tóbia                   |              | 1869             | Németújvár                |                           |
| Fischmann Ezékiel Mózes Lipsitz |              | 1874             | Miskolc                   |                           |
| Fischmann Feis                  |              | XIX. sz.         | Pozsony                   |                           |
| Fischmann Simon                 | 1821         | 1879             | Kecskemét                 |                           |
| Fleissig Jakab                  |              | 1872 után        | Bécs                      |                           |
| Flesch Ármin                    | 1865         | 1944             | Mohács                    |                           |
| Frankel Mózes                   |              | 1845             | Sebes                     |                           |
| Frankel Elijóhu                 |              |                  | Levelek                   |                           |
| Frankel Sámuel                  |              | 1886             | Hajdúdorog                |                           |
| Frankfurter Arje Júda Léb       |              | 1736             | Nagymarton                |                           |
| Frankfurter Moritz              | 1875         |                  | Daruvár                   |                           |
| Frankfurter Arnold              | 1881         |                  | Bécs                      |                           |
| Frankfurter Salamon             | 1876         |                  | Königsberg                |                           |
| Frankfurter Náthán              |              | 1768             | Nagymarton                |                           |
| Frankl Izsák                    |              | 1834             | Nagykároly                |                           |
| Freier Jakab Salómo             |              | XIX. sz.         | Újvidék                   |                           |
| Freihof Jicchok                 |              | XIX. sz.         | Buda                      |                           |
| Freistadt Ábrahám               |              | 1830             | Komárom                   |                           |
| Freistadt Ábrahám Júda Léb      | 1744         | 1808             | Bonyhád                   |                           |
| Freinstadt Sámson               |              | 1774             | Boldogasszony             |                           |
| Frenk Jiszochor Ber             |              | 1845             | Pozsony                   |                           |
| Frenkel Ber                     |              | XIX. sz.         | Pozsony                   |                           |
| Frenkel Bernát                  | 1881         |                  | Budapest                  |                           |
| Frenkel Jenő                    | 1902         |                  | Szeged                    |                           |
| Frenkel Jicchok                 |              | 1835             | Nagykároly                |                           |
| Freudiger Mózes                 | 1833         | 1911             | Budapest                  |                           |
| Fried Áron                      | 1812         | 1891             | Böszörmény                |                           |
| Fried Méír                      |              | 1859             | Ógyalla                   |                           |
| Fried Mordechai                 |              | 1913             | Győrszentmárton           |                           |
| Fried Neszanél                  | 1857         |                  | Balmazújváros             |                           |
| Frieden Pinkász                 | 1801         | 1873             | Komárom                   |                           |
| Friedländer Chaim               |              | 1904             | Liszka                    |                           |
| Friedländer Méír Hirsch         | 1790/1795    | 1860-as évek (?) | Nagysurány                |                           |
| Friedlander Menáchem            |              | 1860-as évek     | Morvaszentgyörgy          |                           |
| Friedlieber Ignác               | 1847         | 1930             | Szolnok                   |                           |
| Friedmann Ábrahám               |              | 1879             | Gyulafehérvár             | Erdélyi országos főrabbi. |
| Friedmann Cevi                  | 1808         | 1874             | Liszka                    |                           |
| Friedmann Dávid                 | 1859         | 1940             | Zsolna                    |                           |
| Friedmann Dávid                 | 1859         | 1906             | Verbó                     |                           |
| Friedmann Dénes                 | 1903         | 1944             | Újpest                    |                           |
| Friedmann Gyula                 | 1876         |                  | Szentes                   |                           |
| Friedmann Hillél                | 1892         |                  | Szarvas                   |                           |
| Friedmann Jakab                 | 1830         | 1905             | Nyíregyháza               |                           |
| Friedmann Jónás                 | 1877         |                  | Budapest                  |                           |
| Friedmann Lipót                 |              | XIX. sz.         | Pozsony                   |                           |
| Frisch Ármin                    | 1866         | 1948             | Budapest                  |                           |
| Frölich Róbert                  | 1965         |                  | Budapest                  |                           |
| Fuchs Arje Juda Léb             |              | 1832             | Veszprém                  |                           |
| Fuchs Benjámin                  | 1878         | 1836             | Nagyvárad                 |                           |
| Fürst Zsigmond                  |              | 1928 után        | Bécs                      |                           |

## G
| Név                | Születési év | Halálozási év | Működési hely (hitközség) | Megjegyzés |
| ------------------ | ------------ | ------------- | ------------------------- | --- |
| Gábor Andor        | 1884         |               | Pest                      | |
| Ganzfried Salamon  | 1804         | 1886          | Ungvár                    | |
| Gedel              |              | 1450s         | Sopron                    | |
| Gerson József      | 1891         |               | Szabadka                  | |
| Gerstl Ignác       | 1879         | 1917          | Nagyszentmiklós           | |
| Ginzburg Náthán    |              | 1788          | Óbuda                     | |
| Glasner Akiba      | 1885         |               | Kolozsvár                 | |
| Glasner Mózes      | 1856         | 1924          | Kolozsvár                 | |
| Glogau Áser        | 1709         | 1789          | Nagymarton                | |
| Glogau Jechiél     |              | 1818          | Nagymarton                | |
| Glogau Móse        |              | 1835          | Nagymarton                | |
| Glogau Rafael      |              | 1818 után     | Nagymarton                | |
| Glück Ábrahám      | 1826         | 1909          | Tolcsva                   | |
| Glüch Izsák        | 1835         | 1888          | Sajószentpéter            | Poroszkán született. 1860–70 között félegyházi, majd sajószentpéteri rabbi és egyházi író. Jechiel irsai rabbi veje. Sajószentpéteren hunyt el. Veje és utóda, Fried Chaim adta ki agadikus művét Chinuch Bész Jicchok címen (Paks, 1890) |
| Goitein Baruch     |              | 1839          | Hőgyész                   | |
| Goitein Hermann    | 1805         | 1860          | Hőgyész                   | |
| Goitein Elijáhu    | 1837         | 1902          | Hőgyész                   | |
| Goitein Hirsch     | 1863         | 1903          | Koppenhága                | |
| Goitein Edward     |              | XIX. sz.      | Burgenkunstadt            | |
| Goldberg Rafael    | 1841         | 1900          | Buda                      | |
| Goldberger Izidor  | 1876         | 1944          | Tata                      | |
| Goldschmied Lipót  | 1867         |               | Prossnitz                 | |
| Grishaber Jicchok  |              | 1799 után     | Paks                      | |
| Gross Heinrich     | 1835         | 1910          | Augsburg                  | |
| Grossmann Ignác    | 1825         | 1897          | New York                  | |
| Grossmann Lajos    | 1863         |               | Cincinnati                | |
| Groszmann Zsigmond | 1880         | 1945          | Budapest                  | |
| Groszmann Vilmos   |              | 1882          | Érsekújvár                | |
| Grósz Manó         | 1875         |               | Szarvas                   | |
| Grün Albert        | 1906         | 1945          | Ercsi                     | A sémi filológia doktora. |
| Grünberg Áron      | 1811         | 1893          | Nagymihály                | |
| Grünberger Ábrahám | 1880         |               | Celldömölk                | |
| Grünfeld Simon     | 1861         | 1930          | Büdszentmihály            | |
| Grünhut Lázár      | 1850         |               | Temesvár                  | |
| Grünhut Júda       | 1886         |               | Csáktornya                | |
| Grünhut Móse       |              | 1911          | Huszt                     | |
| Grünwald Juda      | 1849         | 1920          | Szatmárnémeti             | |
| Grünwald Lázár     | 1868         | 1928          | Szatmárnémeti             | |
| Grünwald Manó      | 1845         | 1929          | Sopron                    | |
| Gugenheimer József |              | 1861 után     | Székesfehérvár            | |
| Günzler Sámuel     | 1835         | 1911          | Felsővisó                 | |
| Guth Benjámin      | 1853         |               | New York                  | |
| Guttmann Mihály    | 1872         | 1942          | Csongrád                  | |
| Guttmann Simon     | 1884         |               | Zombor                    | |

## H
| Név                   | Születési év | Halálozási év | Működési hely (hitközség) | Megjegyzés                  |
| --------------------- | ------------ | ------------- | ------------------------- | --------------------------- |
| Hahn István           | 1913         | 1984          | Budapest                  |                             |
| Halas Simon           | 1856         | 1899          | Ercsi                     |                             |
| Halberstam Jechezkel  | 1811         | 1898          | Sztropkó                  |                             |
| Halpert Salamon       | 1903         |               | Tapolca                   |                             |
| Hamburger Mózes       |              | XVIII. sz.    | Vágújhely                 |                             |
| Handler Márk          | 1837         | 1911          | Tata                      |                             |
| Havas Manó            | 1877         |               | Pest                      |                             |
| Heimann József        |              | XIX. sz.      | Almás                     |                             |
| Heller Bernát         | 1871         | 1943          | Pest                      |                             |
| Heller Cevi           |              | 1834          | Óbuda                     |                             |
| Hercka Halévi         |              | 1897          | Újfehértó                 |                             |
| Herczog Jakab         |              | 1837          | Ógyalla                   |                             |
| Herczog Manó          | 1862         | 1941          | Kaposvár                  |                             |
| Herskovits Fábián     | 1907         | 1982          | Budapest                  |                             |
| Herskovits Mózes      | 1859         | 1944          | Somogyszil                |                             |
| Hertz Joseph          | 1872         | 1946          |                           | A Brit Birodalom főrabbija. |
| Herzmann Chaim        |              | 1565?         | Buda                      |                             |
| Herzog Jakab          |              | 19. sz.       | Abony                     |                             |
| Heves Kornél          | 1870         |               | Szolnok                   |                             |
| Hevesi Ferenc         | 1898         | 1952          | Székesfehérvár            |                             |
| Hevesi Simon          | 1868         | 1943          | Lugos                     |                             |
| Hildesheimer Jizrael  | 1820         | 1899          | Kismarton                 |                             |
| Hirsch Márk           | 1833         | 1909          | Hamburg                   |                             |
| Hirschler Ignác       | 1873         | 1948          | Vasvár                    |                             |
| Hirschler Pál         | 1907         | 1944          | Székesfehérvár            |                             |
| Hochmuth Ábrahám      | 1816         | 1889          | Veszprém                  |                             |
| Hoffer Ármin          | 1870         | 1941          | Veszprém                  |                             |
| Hoffmann Mózes József | 1843         |               | Pápa                      |                             |
| Hoffmann Mózes Dávid  | 1824         | 1892          | Rajec                     |                             |
| Holitscher Áron       |              | 1786 után     | Rohonc                    |                             |
| Hönig Ábrahám         |              | XIX. sz.      | Zsolna                    |                             |
| Hönig József          |              | XIX. sz.      | Nyitra                    |                             |
| Horovitz Dávid        |              | 1825          | Boldogasszony             |                             |
| Horovitz József       | 1880         |               | Szombathely               |                             |
| Horovitz Márkus       | 1844         | 1910          | Frankfurt                 |                             |
| Horvát Dezső          | 1866         |               | Pest                      |                             |
| Hübsch Adolf          | 1830         | 1884          | New York                  |                             |

## J
| Név                    | Születési év | Halálozási év | Működési hely (hitközség) | Megjegyzés |
| ---------------------- | ------------ | ------------- | ------------------------- | ---------- |
| Jakab Jenő             | 1908         | 1944          |                           |            |
| Jakov ben Pészach      |              | XVIII. sz.    | Óbuda                     |            |
| Jakov ben Jirmijo      |              | 1807          | Szántó                    |            |
| Jehuda ben Léb         |              | XVIII. sz.    | Pozsony                   |            |
| Jehuda ha-Kohén        |              | 1819          | Máramarossziget           |            |
| Jaffe Izrael           |              | XIX. sz.      | Bazin                     |            |
| Joáb ben Jirmijáhu     |              | XIX. sz.      | Abaújszántó               |            |
| Jonathán ben Jakob     |              | 1868 után     | Buda                      |            |
| Jonáth                 |              | 1250/1280s    | Pozsony                   |            |
| Joszéf ben Gerson      |              | 1709 után     | Buda                      |            |
| Joszéf ben Sámuel      |              | 1686 után     | Buda                      |            |
| Joszéf ben Zalman      |              | 1780 után     | Pozsony                   |            |
| Joszéf ben Ábrahám     |              | XVI. sz.      | Róma                      |            |
| Júda                   |              | 1450s         | Pozsony                   |            |
| Jules Júda             | 1819         | 1905          | Sebes                     |            |
| Junger Mózes           | 1878         |               | Zalaegerszeg              |            |
| Jungreisz Ábrahám      |              | 1904          | Zalaegerszeg              |            |
| Jungreisz Áser         | 1806         | 1873          | Csenger                   |            |
| Jungreisz Jakab        | 1847         | 1914          | Nádudvar                  |            |
| Jungreisz Mózes        | 1842         | 1906          | Kassa                     |            |
| Jungreisz Mózes Náthán | 1832         | 1889          | Füzesgyarmat              |            |
| Jungreisz Izidor       |              | 20. sz.       | Mezőkövesd                |            |
| Jungreisz Joshua       | 1823         | 1912          | Gálszécs                  |            |
| Jungreisz Sámuel Dávid | 1837         | 1894          | Fehérgyarmat              |            |
| Jungreisz Sámuel Zév   |              | 1909          | Bojom                     |            |

## K
| Név                | Születési év | Halálozási év | Működési hely (hitközség) | Megjegyzés                     |
| ------------------ | ------------ | ------------- | ------------------------- | ------------------------------ |
| Kahán Chaim        | 1830         | 1917          | Máramarossziget           |                                |
| Kahán Júda         |              | XVIII. sz.    | Stomfa                    |                                |
| Kalir Eleazar      | 1741         | 1802          | Rohonc                    |                                |
| Kalisch Izsák      |              | XVIII. sz.    | Stomfa                    |                                |
| Kálmán             |              | 1450 előtt    | Sopron                    |                                |
| Kálmán Ödön        | 1886         | 1951          | Jászberény                |                                |
| Kalmár György      | 1911         | 1944          | Csongrád                  |                                |
| Kandel Sámuel      | 1884         |               | Budapest                  |                                |
| Kanitzer Hillél    | 1773         | 1860          | Beled                     |                                |
| Kardava Irohin     |              | XVIII. sz.    | Kriva                     |                                |
| Karpelen Ábrahám   | 1830         | 1895          | Görbepincehely            |                                |
| Katona József      |              |               | Budapest                  |                                |
| Katz Asher         |              | 1944          | Dunaszerdahely            |                                |
| Katz Márton        | 1871         |               | Budapest                  |                                |
| Katz Menáchem      | 1795         | 1891          | Sopronkeresztúr           |                                |
| Katz Salamon       |              | XIX. sz.      | Görbepincehely            |                                |
| Katzburg Dávid     | 1856         |               | Vác                       |                                |
| Katzburg Jiszrael  | 1834         | 1908          | Bályok                    |                                |
| Katzenelbogen Meir |              | 1705 után     | Stomfa                    |                                |
| Kaufmann Dávid     | 1852         | 1899          | Budapest                  |                                |
| Kayserling Meyer   | 1829         | 1905          | Budapest                  |                                |
| Kecskeméti Ármin   | 1874         | 1944          | Makó                      |                                |
| Kecskeméti Lipót   | 1865         | 1936          | Nagyvárad                 |                                |
| Kelemen Adolf      | 1861         | 1918          | Pancsova                  |                                |
| Kelemen Katalin    | 1951         |               |                           | Magyarország első női rabbija. |
| Kis Henrik         | 1882         |               | Újvidék                   |                                |
| Kiss Arnold        | 1869         | 1940          | Budapest                  |                                |
| Klein Ábrahám      | 1884         |               | Budapest                  |                                |
| Klein Ábrahám Cevi | 1853         | 1926          | Szilasbalhás              |                                |
| Klein Dezső        | 1874         |               | Eperjes                   |                                |
| Klein Gyula        | 1850         | 1895          | Óbuda                     |                                |
| Klein Herman       | 1879         |               | Kismarton                 |                                |
| Klein József       | 1866         | 1914          | Kassa                     |                                |
| Klein M. B. (?)    |              |               | New York                  |                                |
| Klein Miksa        | 1888         | 1927          | Budapest                  |                                |
| Klein Mór          | 1842         | 1915          | Nagybecskerek             |                                |
| Klein Philip       | 1848         | 1926          | New York                  |                                |
| Klein Sámuel       | 1886         |               | Érsekújvár                |                                |
| Kohén Ephraim      | 1616         | 1670          | Buda                      |                                |
| Kohén Mordecháj    |              | XVIII. sz.    | Buda                      |                                |
| Kohén Náftáli      |              | XVI. sz.      | Buda                      |                                |
| Kohén Szimchó      | 1622         | 1660 után     | Buda                      |                                |
| Kohlbach Bertalan  | 1866         | 1944          | Temesvár                  |                                |
| Kohn Ábrahám       |              | 1873          | Pécel                     |                                |
| Kohn Amra          |              | XIX. sz.      | Léva                      |                                |
| Kohn Dávid         |              | 1862          | Tejfalva                  |                                |
| Kohn Sámuel        | 1841         | 1920          | Budapest                  |                                |
| Kohn Sámuel        | 1848         | 1896          | Prága                     |                                |
| Kohn Selig         |              | 1757          | Gyulafehérvár             |                                |
| Kohné József       | 1832         | 1903          | Fogaras                   |                                |
| Kohut György       | 1874         | 1933          | New York                  |                                |
| Kohut Sándor       | 1842         | 1894          | New York                  |                                |
| Köves Slomó        | 1979         |               | Budapest                  |                                |
| Krausz Henrik      | 1914         | 2008          |                           |                                |
| Krausz Ignác       | 1888         |               | Körmend                   |                                |
| Krausz Júda        | 1858         |               | Lakompak                  |                                |
| Krausz Mór         | 1886         |               | Nagybánya                 |                                |
| Krausz Sámuel      | 1866         | 1948          | Budapest                  |                                |
| Krausz Vilmos      |              | 1921          | Debrecen                  |                                |
| Krishaber Béla     | 1867         |               | Pesterzsébet              |                                |
| Kuninszky Efrájim  |              | XIX. sz.      | Alsókubin                 |                                |
| Kun Lajos          | 1886         |               | Jászberény                |                                |
| Kunitz Júda        |              | 1813          | Liptószentmiklós          |                                |
| Kunitzer Mózes     | 1774         | 1837          | Buda                      |                                |
| Kunstatt Ignác     | 1850         |               | Radautz                   |                                |
| Kuttna Áron        | 1814         | 1874          | Tata                      |                                |
| Kuttna József      |              | 1829          | Tata                      |                                |
| Kuttna Mór         | 1828         | 1916          | Zenta, Szabadka           |                                |

## L
| Név                  | Születési év | Halálozási év | Működési hely (hitközség) | Megjegyzés |
| -------------------- | ------------ | ------------- | ------------------------- | ---------- |
| Láczer Dénes         | 1896         |               | Budapest                  |            |
| Landau Izsák         |              | 1762          | Pozsony                   |            |
| Landau Nathan        |              | 1907          | Auspitz                   |            |
| Landersberg Izsák    | 1803         | 1879          | Nagyvárad                 |            |
| Landersberg Lipót    | 1848         |               | Nagyvárad                 |            |
| Landeszmann György   | 1944         |               | Budapest                  |            |
| Lebovits József      | 1862         |               | Mágócs                    |            |
| Leifer Mordechaj     | 1826         | 1894          | Bustyaháza                |            |
| Leimdörfer Dávid     | 1851         |               | Hamburg                   |            |
| Leipnik Hirs         |              | 1826 után     | Nagyvárad                 |            |
| Leipniker Márk       | 1869         | 1944          | Budapest                  |            |
| Lenke Manó           | 1868         | 1940          | Lugos                     |            |
| Lener József         | 1761         | 1836          | Pest                      |            |
| Lewuw Móse           |              | 1858          | Pozsony                   |            |
| Lichtenstadt Wolf    |              | 1827          | Trencsén                  |            |
| Lichtenstein Ábrahám |              | 1886          | Nagykáta                  |            |
| Lichtenstein Hillél  | 1815         | 1891          | Kolomea                   |            |
| Lichtmann Mór        | 1864         |               | Újpest                    |            |
| Lichtenstein Izsák   | 1825         | 1908          | Tápszele                  |            |
| Lichstein Lajos      |              | 1886          | Csurgó                    |            |
| Lieber Wolf          | 1790         | 1880          | Pozsony                   |            |
| Liebermann Kálmán    | 1839         | 1904          | Kassa                     |            |
| Linksz Izsák         | 1869         | 1944          | Devecser                  |            |
| Lipschitz Lipót      | 1840         | 1904          | Abaújszántó               |            |
| Lipschütz Herman     |              | 1871          | Debrecen                  |            |
| Löffler Vilmos       | 1875         |               | Kolozsvár                 |            |
| Lővi Ezékiel         | 1764         | 1839          | Trencsén                  |            |
| Lővi Ferenc          | 1869         |               | Marosvásárhely            |            |
| Lőw Ábrahám          | 1745         | 1809          | Bonyhád                   |            |
| Lőw Benjámin         | 1775         | 1851          | Verbü                     |            |
| Lőw Eleázár          |              | 19. sz.       | Szántó                    |            |
| Lőw Immánuel         | 1854         | 1944          | Szeged                    |            |
| Lőw Izrael           |              | 1869          | Pécs                      |            |
| Lőw Jeremiás         | 1811         | 1874          | Sátoraljaújhely           |            |
| Lőw Lázár            |              | 1918          | Ungvár                    |            |
| Lőw Lipót            | 1811         | 1875          | Szeged                    |            |
| Löwinger Adolf       | 1864         | 1926          | Szeged                    |            |
| Löwinger Júda        |              | XIX. sz.      | Kraszna                   |            |
| Löwinger Salamon     | 1874         | 1907          |                           |            |
| Löwinger Sámuel      | 1904         | 1980          |                           |            |
| Lőwy Ferenc          | 1869         | 1944          | Marosvásárhely            |            |
| Lőwy Mór             | 1854         | 1908          | Trencsén                  |            |
| Löwy Simon           | 1861         |               | Verbó                     |            |

## M
| Név               | Születési év | Halálozási év | Működési hely (hitközség) | Megjegyzés |
| ----------------- | ------------ | ------------- | ------------------------- | ---------- |
| Mandel Sámuel     | 1875         | 1943          | Budapest                  |            |
| Mandelbaum Farkas | 1811         | 1897          | Szatmárnémeti             |            |
| Mandl Simon       | 1867         | 1924          | Neutischen                |            |
| Mannheimer Chaim  |              | 1876          | Ungvár                    |            |
| Marczali Mihály   | 1824         | 1889          | Marcali                   |            |
| Magitta Izsák     |              | 1840s         | Felsőábrány               |            |
| Margolioth Mózes  |              | 1817          | Gyulafehérvár             |            |
| Margóliusz Mózes  |              | 1820s         | Szemnic                   |            |
| Mattersdorf Jenő  |              | 1807          | Szántó                    |            |
| Maybaum Siegmund  | 1844         |               | Berlin                    |            |
| Méir              |              | 1400s         | Sopron                    |            |
| Méir Ábrahám      |              | 1830s         | Heőcsaba                  |            |
| Meisel Benjámin   | 1816         | 1867          | Pest                      |            |
| Meisel Henrik     |              |               | Szarvas                   |            |
| Meisels Dávid     |              | 1944          | Sátoraljaújhely           |            |
| Meislis Sándor    |              | XIX. sz.      | Rohonc                    |            |
| Mendel Menachém   |              | 1823          | Gyulafehérvár             |            |
| Molnár Ernő       | 1890         |               | Budapest                  |            |
| Moskovitz Bernát  | 1897         | 1990          | Paks                      |            |
| Moskovitz Chaim   | 1801         | 1856          | Nagyszőlős                |            |
| Müller Gabriel    | 1836         |               | Nagymarton                |            |
| Müller Náthán     | 1828         | 1891          | Szécsény                  |            |
| Müller Uri        |              | 1879          | Brezova                   |            |
| Münz József       |              | 1830s         | Óbuda                     |            |
| Münz Mózes        | 1750         | 1831          | Óbuda                     |            |

## N
| Név                 | Születési év | Halálozási év | Működési hely (hitközség) | Megjegyzés |
| ------------------- | ------------ | ------------- | ------------------------- | ---------- |
| Nádai Gyula         | 1866         | 1900          | Simánd                    |            |
| Nagyszombati Izsák  |              | 1420s         | Nagyszombat               |            |
| Natonek József      | 1813         | 1892          | Székesfehérvár            |            |
| Nébel Ábrahám Izsák | 1887         | 1947          | Szalonta                  |            |
| Neufeld Jakab       |              | 1786          | Vágujhely                 |            |
| Neufeld Simon       |              | XIX. sz.      | Diósgyőr                  |            |
| Neuhaus Ábrahám     | 1802         | 1881          | Tapolca                   |            |
| Neumann Áser        | 1800         | 1882          | Vác                       |            |
| Neumann Dávid       | 1820         | 1908          | Pozsony                   |            |
| Neumann Ede         | 1859         | 1919          | Nagykanizsa               |            |
| Neumann Ernő        | 1917         | 2004          | Temesvár                  |            |
| Neumann József      | 1880         |               | Budapest                  |            |
| Neumann Mózes       |              | XIX. sz.      | Zsámbokrét                |            |
| Neusatz Lipman      |              | 1858          | Nagymagyar                |            |
| Niedermann Mór      | 1890         |               | Nagybecskerek             |            |
| Nobel József        |              | 1880s         | Tata                      |            |
| Noszen Nota         |              | 1772          | Boldogasszony             |            |

## O, Ó
| Név              | Születési év | Halálozási év | Működési hely (hitközség) | Megjegyzés |
| ---------------- | ------------ | ------------- | ------------------------- | ---------- |
| Oppenheim Hirsch | 1794         | 1859          | Temesvár                  |            |
| Oppenheim Júda   |              | 1803          | Galgóc                    |            |
| Oppenheim Simon  | 1753         | 1831          | Pest                      |            |

## P
| Név                 | Születési év | Halálozási év | Működési hely (hitközség) | Megjegyzés |
| ------------------- | ------------ | ------------- | ------------------------- | ---------- |
| Paneth Jakab        |              | 1944          | Dés                       |            |
| Pap Béla            | 1866         |               | Budapest                  |            |
| Pap-Rosenberg Lajos | 1863         |               | Brassó                    |            |
| Partos Sámuel       | 1858         |               | Dunaföldvár               |            |
| Péner Miklós        | 1889         |               | Sümeg                     |            |
| Perles Baruch       | 1879         | 1857          | Baja                      |            |
| Perles József       | 1835         | 1894          | München                   |            |
| Perls Ármin         | 1853         | 1914          | Pécs                      |            |
| Perls Izsák         | 1784         | 1854          | Bonyhád                   |            |
| Perls Méir          | 1811         | 1893          | Nagykároly                |            |
| Pfeiffer Izsák      | 1884         | 1945          | Monor                     |            |
| Pillitz Dániel      |              | 1847 után     | Székesfehérvár            |            |
| Plaut Feivl / Fülöp | 1818         | 1895          | Nagysurány                |            |
| Pollák Izsák Zoltán |              |               | Verpelét, Dunaföldvár     |            |
| Pollák Joachim      | 1798         | 1879          | Trebitsch                 |            |
| Pollák Lázár        | 1822         | 1905          | Budapest                  |            |
| Pollák Lévi         |              | XVIII. sz.    | Tiretsch                  |            |
| Pollák Miksa        | 1868         | 1944          | Sopron                    |            |
| Pollák Mózes        |              | 1890s         | Bonyhád                   |            |
| Preszburger Ábrahám | 1770s        | 1830          | Komárom                   |            |
| Prossnitz Iszer     |              | 1877          | Pozsony                   |            |

## R
| Név                 | Születési év | Halálozási év | Működési hely (hitközség) | Megjegyzés |
| ------------------- | ------------ | ------------- | ------------------------- | ---------- |
| Radnóti Zoltán      | 1971         |               | Budapest                  |            |
| Raj Tamás           | 1940         | 2010          | Budapest                  |            |
| Rakenstein Júda     | 1820s        |               | Topolya                   |            |
| Ranschburg Salamon  | 1816         | 1895          | Győr                      |            |
| Reich Béla          | 1909         | 1944          |                           |            |
| Reich Ezékiel       |              | XIX. sz.      | Oroszváros                |            |
| Reich Jaakov Koppel | 1838         | 1929          | Budapest                  |            |
| Reich Leó           | 1863         |               | Cleveland                 |            |
| Reinitz Jehosua     | 1823         | 1912          | Gálszécs                  |            |
| Reinitz Náthán      |              | 1862          | Mád                       |            |
| Reisz József        | 1797         | 1865          | Mezőcsát                  |            |
| Reschofszky Artur   | 1889         | 1944          | Losonc                    |            |
| Richtmann Mózes     | 1880         | 1972          | Budapest                  |            |
| Rokeach Eleázár     | 1858         | 1837          | Abaújszántó               |            |
| Rokenstein Leopold  |              | 1871          | Szombathely               |            |
| Róna Tamás          | 1975         |               | Budapest                  |            |
| Rosenák Lipót       | 1869         |               | Bréma                     |            |
| Rosenbaum Ábrahám   |              | 1877          | Pozsony                   |            |
| Rosenbaum Amram     |              | 1826 után     | Mád                       |            |
| Rosenbaum Gerson    |              | 1901          | Tálya                     |            |
| Rosenbaum Mózes     |              | 1877          | Pozsony                   |            |
| Rosenberger Ede     | 1859         | 1913          | Ókanizsa                  |            |
| Rosenberg József    | 1829         | 1905          | Püspökladány              |            |
| Rosenberger Sándor  | 1844         | 1909          | Arad                      |            |
| Rosenblatt Sámuel   | 1902         |               | Trenton                   |            |
| Rosenblüh Jenő      | 1865         | 1914          | Szászváros                |            |
| Rosenfeld József    |              | 1842          | Nagyvárad                 |            |
| Rosenfeld József    |              | XIX. sz.      | Csernovic                 |            |
| Rosenfeld Jordán    |              | XIX. sz.      | Szenic                    |            |
| Rosenfeld Mayer     | 1830         | 1908          | Miskolc                   |            |
| Rosenstein Mór      | 1856         | 1922          | Nagykikinda               |            |
| Rosenthal Ferdinánd | 1839         |               | Breslau                   |            |
| Rosenzweig Adolf    | 1850         |               | Berlin                    |            |
| Róth Áron           | 1830         | 1897          | Siklós                    |            |
| Róth Emil           | 1907         | 1944          | Győr                      |            |
| Róth Jóel           |              | 1892          | Huszt                     |            |
| Róth Sámuel         |              | 20. sz.       | Sátoraljaújhely           |            |
| Rothenberg Ephraim  | 1798         | 1871          | Esztergom                 |            |
| Rottenberg Dávid    | 1783         | 1857          | Szentpéter                |            |
| Rottenberg József   |              | 1911          | Kaszony                   |            |
| Rubinstein Mátyás   | 1867         | 1944          | Szekszárd                 |            |
| Rubinstein Mesullam |              | 1898          | Kiskőrös                  |            |
| Rudolfer Antal      | 1864         |               | Alsólendva                |            |

## S
| Név                       | Születési év | Halálozási év | Működési hely (hitközség) | Megjegyzés       |
| ------------------------- | ------------ | ------------- | ------------------------- | ---------------- |
| Sacherlesz Jicchok        |              | XVIII. sz.    | Pozsony                   |                  |
| Sacherlesz Koppel         |              | XIX. sz.      | Pozsony                   |                  |
| Salamon                   |              | XVI. sz.      | Kismarton                 |                  |
| Salgó László              | 1910         | 1985          | Budapest                  |                  |
| Schauer Izrael            |              | 1859          | Szobotist (Ószombat)      |                  |
| Scheiber Lajos            | 1867         |               | Budapest                  |                  |
| Scheiber Sándor           | 1913         | 1985          | Budapest                  |                  |
| Schick Ábrahám            |              | 1850          | Győr                      |                  |
| Schiller-Szinessy Salamon | 1820         |               | Birmingham                |                  |
| Schlesinger Izrael        | 1800         | 1854          | Bazin                     |                  |
| Schlesinger Kolev         | 1828         | 1911          | Tapolcsány                |                  |
| Schlesinger Sámuel        | 1884         | 1937          | Debrecen                  |                  |
| Schlüssel Dávid           | 1865         |               | Munkács                   |                  |
| Schmelczer Izsák          | 1885         |               | Budapest                  |                  |
| Schmeyr Jechiel           |              | 1844          | Cífer                     |                  |
| Schnitzer Ármin           | 1836         | 1914          | Komárom                   |                  |
| Schön Menachem            | 1804         | 1874          | Réte                      |                  |
| Schönfeld Áron            | 1880         |               | Besztercebánya            |                  |
| Schönfeld Mózes           | 1791         | 1867          | Simánd                    |                  |
| Schönfeld Viktor          |              | XX. sz.       | London                    |                  |
| Schönwald Károly          | 1879         | 1921          | Tapolca                   |                  |
| Schőner Alfréd            | 1948         |               | Budapest                  |                  |
| Schossberg Izsák          |              | 1833          | Boldogasszony             |                  |
| Schreiber Fülöp           | 1820         | 1898          | Hajdúnánás                |                  |
| Schreiber Ignác           | 1891         | 1922          | Budapest                  |                  |
| Schreiber Naftali         |              | 1913          | Kisvárda                  |                  |
| Schreiner Márton          | 1863         | 1926          | Berlin                    |                  |
| Schück Bernát             | 1872         |               | Temesvár                  |                  |
| Schück Dávid              |              | 1889          | Tokaj                     |                  |
| Schück Jakab              |              | XIX. sz.      | Nádudvar                  |                  |
| Schück Salamon            | 1844         | 1916          | Karcag                    |                  |
| Schulhof Izsák            | 1645/1648    | 1733          | Prága                     |                  |
| Scwab Löw                 | 1794         | 1857          | Pest                      |                  |
| Schwartz Ábrahám          | 1824         | 1883          | Mád                       |                  |
| Schwarz Adolf             | 1846         |               | Karlsruhe                 |                  |
| Schwarz Benjámin          | 1880         |               | Budapest                  |                  |
| Schwarz Gábor             | 1872         |               | Zágráb                    |                  |
| Schwarz Jakab             | 1894         | 1944          | Budapest                  |                  |
| Schwarz Miksa             | 1854         | 1902          | Eger                      |                  |
| Schwarz Mór               | 1869         |               | Győr                      |                  |
| Schwarz Mózes             |              | 1889          | Pacsa                     |                  |
| Schwarz Naftali           |              | 1886          | Mád                       |                  |
| Schweiger Lázár           | 1872         | 1944          | Eger                      |                  |
| Schweitzer József         | 1922         | 2015          |                           | Országos főrabbi |
| Schwerin Götz             | 1760         | 1845          | Baja                      |                  |
| Seelenfreund Ábrahám      |              | XIX. sz.      | Kassa                     |                  |
| Seelenfreund Chaim        | 1770         | 1824          | Torla                     |                  |
| Seelenfreund Jakab        |              | XIX. sz.      | Torla                     |                  |
| Seelenfreund Salamon      |              | XIX. sz.      | Rosnowitz                 |                  |
| Seltmann Lajos            | 1854         | 1932          | Hódmezővásárhely          |                  |
| Sík Bernát                | 1874         |               | Károlyváros               |                  |
| Sík Mózes                 | 1807         | 1879          | Huszt                     |                  |
| Silberfeld Jakab          | 1878         | 1944          | Békéscsaba                |                  |
| Silberstein Dávid         | 1820         | 1884          | Vác                       |                  |
| Silberstein Jesája        | 1857         | 1930          | Vác                       |                  |
| Singer Ábrahám            | 1849         | 1914          | Várpalota                 |                  |
| Singer Bernát             | 1868         | 1916          | Szabadka                  |                  |
| Singer Ödön               | 1916         | 2002          |                           |                  |
| Singer Izrael             | 1828         | 1908          | Sátoraljaújhely           |                  |
| Singer Jakab              | 1867         | 1939          | Temesvár                  |                  |
| Singer Leó                | 1877         | 1944          | Várpalota                 |                  |
| Singer S. Leó             | 1856         | 1912          | Rimaszombat               |                  |
| Singer Rezső              |              | XX. sz.       | Rimaszombat               |                  |
| Skreinka Lázár            |              | XIX. sz.      | Arad                      |                  |
| Sonneklár Henrik          |              | 1880-as évek  | Érsekújvár                |                  |
| Sonnenschein Éliás        | 1888         |               | Újszentanna               |                  |
| Sonnenschein Móric        |              | XIX. sz.      | Turócszentmárton          |                  |
| Sonnenschein Saalmon      | 1839         | 1910          | New York                  |                  |
| Spiegel Ármin             | 1883         | 1945          | Esztergom                 |                  |
| Spiegler Gyula            | 1838         |               | Budapest                  |                  |
| Spira Cevi Elimelech      |              | 1841          | Munkács                   |                  |
| Spira Cevi Hirsch         |              | 1913          | Munkács                   |                  |
| Spira Jakab               | 1864         |               | Mährich-Ostrau            |                  |
| Spira Lázár               | 1868         |               | Munkács                   |                  |
| Spira Salamon             | 1832         | 1893          | Munkács                   |                  |
| Spira Salamon             | 1865         | 1944          | Miskolc                   |                  |
| Spitz Áron                |              | 1816          | Holics                    |                  |
| Spitz Izsák               |              | XVIII. sz.    | Holics (?)                |                  |
| Spitz Jechiel             |              | 1790          | Hőgyész                   |                  |
| Spitz Jicchok             |              | 1768          | Bonyhád                   |                  |
| Spitz Meir                |              | 1790s         | Pécs                      |                  |
| Spitz Móric               | 1844         |               | St.-Louis                 |                  |
| Spitz Mózes               |              | XIX. sz.      | Csenger                   |                  |
| Spitzer Benjámin          | 1810         | 1893          | Bécs                      |                  |
| Spitzer Sámuel            | 1839         | 1896          | Eszék                     |                  |
| Stein Mayer Miksa         | 1865         | 1926          | Nagyszombat               |                  |
| Stein Pinkász             |              | 1886          | Törökszentmiklós          |                  |
| Steiner Jesája            | 1851         | 1925          | Bodrogkeresztúr           |                  |
| Steiner Márkus            | 1864         |               | Bielitz                   |                  |
| Steiner Vilmos            | 1886         | 1944          | Nagykikinda               |                  |
| Steinhardt Jakab          | 1818         | 1885          | Arad                      |                  |
| Steinhart Akiba           | 1788         | 1846          | Alsókubin                 |                  |
| Steinherz Jakab           | 1856         | 1921          | Székesfehérvár            |                  |
| Stern Albert              | 1826         | 1888          | Újpest                    |                  |
| Stern Gerson              | 1858         | 1936          | Marosludas                |                  |
| Stern Menachem            |              | 1834          | Máramarossziget           |                  |
| Stern Salamon             |              | 1858          | Alistál                   |                  |
| Stern Mózes               |              | XIX. sz.      | Alistál                   |                  |
| Stern Selemo Zalman       |              | XIX. sz.      | Rohonc                    |                  |
| Stier József              | 1844         |               | Berlin                    |                  |
| Strasser Dávid            |              | 1888          | Kula                      |                  |
| Strasser Eleazár          |              | 1848          | Vágújhely                 |                  |
| Strausz Hermann           |              | 20. sz.       | Törökszentmiklós, Moson   |                  |
| Sussmann Wolf             | 1825         | 1898          | Budapest                  |                  |

## Sz
| Név                              | Születési év | Halálozási év | Működési hely (hitközség) | Megjegyzés |
| -------------------------------- | ------------ | ------------- | ------------------------- | ---------- |
| Szemnitz Júda                    |              | 1843          | Óbuda                     |            |
| Szidon Adolf                     | 1843         | 1918          | Versec                    |            |
| Szidon Simon                     | 1815         | 1891          | Nagyszombat               |            |
| Szinaj Isachar                   |              | 1860          | Liptószentmiklós          |            |
| Szófér Ábrahám                   | 1815         | 1871          | Pozsony                   |            |
| Szófér Ábrahám                   |              |               | Sárvár                    |            |
| Szófér Akiba                     | 1876         |               | Pozsony                   |            |
| Szófér Avigdor                   |              | XVI. sz.      | Nagymarton                |            |
| Szófér Bernát                    |              | 1906          | Pozsony                   |            |
| Szófér Chaim                     | 1821         | 1886          | Budapest                  |            |
| Szófér Eleizer                   | 1828         | 1902          | Paks                      |            |
| Szófér Efraim                    | 1840         | 1891          | Sárvár                    |            |
| Szófér Jiszrael                  |              | 1898          | Hajdúnánás                |            |
| Szófér József                    | 1861         | 1918          | Derecske, Paks            |            |
| Szófér Menachem                  |              | 1944          | Marosvásárhely            |            |
| Szófér Mordechai Ephraim Fischel | 1785         | 1843          | Pozsony                   |            |
| Szófér Mózes                     | 1762         | 1839          | Pozsony                   |            |
| Szófér Naftali                   |              | XIX. sz.      | Pécsújfalu                |            |
| Szófér Salamon                   | 1853         | 1930          | Beregszász                |            |
| Szófér Sámuel Benjámin           | 1872         | 1943          |                           |            |
| Szófér Simon                     | 1821         | 1883          | Krakkó                    |            |
| Szófér Simon                     | 1850         | 1944          | Eger                      |            |
| Szófér Simon                     | 1866         | 1930          | Szendrő, Paks             |            |
| Szold Benjámin                   | 1829         | 1902          | Baltimore                 |            |

## T
| Név                        | Születési év | Halálozási év | Működési hely (hitközség) | Megjegyzés |
| -------------------------- | ------------ | ------------- | ------------------------- | ---------- |
| Tabak Selomo               |              | 1907          | Máramarossziget           |            |
| Tänzer Áron                | 1871         | 1937          | Meran                     |            |
| Tannenbaum Ábrahám         |              | 1810s         | Nagymarton                |            |
| Tannenbaum Benjámin        |              | XIX. sz.      | Szendrő                   |            |
| Tannenbaum Jakab           | 1832         | 1897          | Putnok                    |            |
| Tannenbaum Mayer           |              | XIX. sz.      | Torna                     |            |
| Tannenbaum Mózes           | 1850         | 1916          | Verpelét                  |            |
| Tannenbaum Sraga           | 1826         | 1897          | Mezőcsát                  |            |
| Tannenbaum Wolf            |              | 1833          | Verpelét                  |            |
| Tauber Áron                |              | 1846          | Bátakeszi                 |            |
| Tauber Chaim               |              | XIX. sz.      | Abony                     |            |
| Tauber Izrael              |              | XX. sz.       | Hátszeg                   |            |
| Tauber Izrael              | 1823         | 1904          | Vágújhely                 |            |
| Tauber Júda                |              | 1829          | Galánta                   |            |
| Teitelbaum Chaim           | 1879         | 1926          | Máramarossziget           |            |
| Teitelbaum Eleazár         | 1788         | 1855          | Máramarossziget           |            |
| Teitelbaum Jehuda          | 1808         | 1883          | Máramarossziget           |            |
| Teitelbaum Jekuziel Jehuda | 1911         | 1944          | Máramarossziget           |            |
| Teitelbaum Mózes           | 1759         | 1841          | Sátoraljaújhely           |            |
| Teitelbaum Lipót           |              | 1904          | Máramarossziget           |            |
| Tigermann Ignác            | 1890         | 1944          | Békéscsaba                |            |
| Tigermann József           | 1851         | 1944          | Érsekújvár                |            |
| Tiszmenicz Mesullam        |              | 1801          | Pozsony                   |            |

## U, Ú
| Név             | Születési év | Halálozási év | Működési hely (hitközség) | Megjegyzés |
| --------------- | ------------ | ------------- | ------------------------- | ---------- |
| Ullmann Ábrahám | 1791         | 1849          | Lakompak                  |            |
| Ullmann Izrael  | 1810         | 1849          | Zenta                     |            |
| Ullmann Salamon |              | 1862          | Makó                      |            |
| Ullmann Salom   |              | 1825          | Lakompak                  |            |
| Ungár Joél      | 1802         | 1885          | Paks                      |            |
| Ungár József    |              | XIX. sz.      | Pöstyén                   |            |
| Ungár Sámuel    |              | 1944          | Nyitra                    |            |
| Ungár Simon     | 1863         | 1942          | Eszék                     |            |
| Unger Joachim   | 1826         | 1912          | Iglau                     |            |
| Urbach Henrik   | 1872         |               | Zimony                    |            |

## V
| Név              | Születési év | Halálozási év | Működési hely (hitközség) | Megjegyzés |
| ---------------- | ------------ | ------------- | ------------------------- | ---------- |
| Vágvölgyi Lajos  | 1877         | 1941          | Arad                      |            |
| Vajda Béla       | 1861         | 1926          | Losonc                    |            |
| Venetianer Lajos | 1867         | 1922          | Újpest                    |            |
| Verő Tamás       | 1972         |               | Budapest                  |            |
| Vorhand Mózes    | 1862         | 1944          | Makó                      |            |

## W
| Név                | Születési év | Halálozási év | Működési hely (hitközség)                              | Megjegyzés                |
| ------------------ | ------------ | ------------- | ------------------------------------------------------ | ------------------------- |
| Wahrmann Dávid     |              | XIX. sz.      | Nagymád                                                |                           |
| Wahrmann Izrael    | 1755         | 1826          | Pest                                                   |                           |
| Wahrmann Júda      | 1793         | 1868          | Pest                                                   |                           |
| Wallenstein Zoltán | 1898         | 1944          | Pécs                                                   |                           |
| Wax Aladár         | 1910         | 1944          |                                                        |                           |
| Weiler Jakab       |              | XIX. sz.      | Bittse                                                 |                           |
| Weinberger Ábrahám | 1796         | 1884          | Kisvárda                                               |                           |
| Weinberger Mózes   | 1908         | 2010          | Kolozsvár                                              |                           |
| Weiss Izsák        | 1874         |               | Verbó                                                  |                           |
| Weiss József       | 1800         | 1881          | Eger                                                   |                           |
| Weisse József      | 1812         | 1904          | Vágújhely                                              |                           |
| Weisz Cevi         |              | 1897          | Zboró                                                  |                           |
| Weisz Izsák        | 1824         | 1894          | Munkács                                                |                           |
| Weisz József       |              | 1909          | Szaplonca                                              |                           |
| Weisz Kálmán       | 1835         | 1910          | Sátoraljaújhely                                        |                           |
| Weisz Lajos        | 1898         |               | Mór                                                    |                           |
| Weisz Miksa        | 1872         | 1931          | Budapest                                               |                           |
| Weisz Mór          | 1868?        | 1915          | Törökszentmiklós                                       |                           |
| Weisz Mór          | 1872         | 1929          | Budapest                                               |                           |
| Weisz Sámuel       | 1880         |               | Budapest                                               |                           |
| Weiszburg Gyula    | 1866         | 1919          | Budapest                                               |                           |
| Weiszkopf Artúr    | 1877         | 1942          | Rózsahegy                                              |                           |
| Wellesz Gyula      | 1873         | 1915          | Budapest                                               |                           |
| Wertheimer Sámson  | 1658         | 1724          | Magyar- és Morvaország főrabbija, és Kismarton rabbija |                           |
| Wessel Sámuel      | 1871         | 1928          | Szarajevó                                              |                           |
| Wiener Izsák       | 1780         | 1867          | Ürmény                                                 |                           |
| Wiener Simon       |              | XVIII. sz.    | Lovasberény                                            |                           |
| Wiesner Henrik     | 1868         | 1922          | Bezdán                                                 |                           |
| Winkler Ernő       | 1894         | 1944          | Nagykanizsa                                            |                           |
| Winkler Mordecháj  | 1844         |               | Mád                                                    |                           |
| Wise Áron          | 1844         | 1896          | New York                                               |                           |
| Wise István        | 1874         |               | New York                                               |                           |
| Wolf Benjámin      |              | 1777          | Gyulafehérvár                                          | Erdélyi országos főrabbi. |
| Wolf József        | 1880         |               | Kalocsa                                                |                           |
| Wolf József        | 1893         |               | Budapest                                               |                           |

## Z
| Név             | Születési év | Halálozási év | Működési hely (hitközség) | Megjegyzés |
| --------------- | ------------ | ------------- | ------------------------- | ---------- |
| Zálmán József   |              | XVI. sz.      | Buda                      |            |
| Zalin Elia      |              | 1786          | Bátorkeszi                |            |
| Ziefer Jechiél  |              | 1844          | Cífer                     |            |
| Ziegler Ignác   | 1861         | 1948          | Karlsbad                  |            |
| Zipser Majer    | 1815         | 1869          | Rohonc                    |            |
| Zórách ben Méir |              | XIX. sz.      | Rohonc                    |            |
| Zwebner Ábrahám | 1801         | 1880          | Cseszte                   |            |

## Egyéb külső hivatkozások
- http://konfliktuskutato.hu/index.php?option=com_phocagallery&view=category&id=19:videki-rabbik&Itemid=22
- http://www.dohany-zsinagoga.hu/?page_id=39
- http://real.mtak.hu/10000/1/8_nemnyilv.pdf
- http://archives.milev.hu/index.php/hazi-es-zarthelyi-dolgozatok;isad